# Джефферс, Фрэнсис
Фрэ́нсис Дже́фферс (англ. Francis Jeffers; родился 25 января 1982, Ливерпуль, Англия) — английский профессиональный футболист и тренер, игравший на позиции нападающего.
В своей карьере Джефферс выступал за клубы Премьер-лиги: «Эвертон», «Арсенал», «Чарльтон Атлетик» и «Блэкберн Роверс», а также за клубы в Австралии, Шотландии и на Мальте. Джефферс является лучшим бомбардиром сборной Англии до 21 года с 13 голами в 16 матчах. В настоящее футбольный тренер в академии Эвертона.

## Ранняя жизнь
Джефферс родился в Ливерпуле и окончил школу Де Ла Саль.

## Клубная карьера

### Эвертон
Джефферс начал свою карьеру в «Эвертоне», дебютировав в первой команде выйдя на замену вместо Дэйва Уотсона 26 декабря 1997 года на «Олд Траффорд» в возрасте 16 лет. Джефферс выиграл Молодёжный кубок Англии по футболу 1997/1998 против «Блэкберн Роверс» с «Эвертоном». Он забил 6 голов в 28 матчах за Эвертон в сезоне 1999/2000.
Джефферс начал сезон 2000/01 ярко, но его сезон был прерван множественными травмами лодыжки и плеча. Когда он играл, он хорошо показывал себя, и его соотношение мячей к игре было лучшим в клубе в том сезоне. Это позволило Фрэнсису получить новое контрактное предложение от клуба. Тем не менее, после нескольких месяцев переговоров, Джефферс сообщил клубу, что отклоняет новый контракт.

### Арсенал
Его выступления привлекли внимание Арсена Венгера, и Джефферс подписал контракт с «Арсеналом» 14 июня 2001 года за первоначальный взнос в размере 8 миллионов фунтов стерлингов, а ещё 2 миллиона фунтов стерлингов зависели от дальнейшей игры. Джефферсу не повезло, и во время пребывания в «Арсенале» он был травмирован. Его вытеснили из команды такие нападающие, как Тьерри Анри и Сильвен Вильтор. Арсенал выиграл Кубки Англии в сезонах 2001/2002 и 2002/2003, но Джефферс не поучаствовал ни в одном из финальных матчей из-за травмы. Он способствовал триумфу 2003 года, забив три гола на пути к финалу; два против Фарнборо и один против Челси. Фрэнсис также был в стартовом составе на матч против Шеффилд Юнайтед. Помимо победы в Кубке Англии Арсенал выиграл Премьер-лигу, но Джефферс появился на поле в лиге только в 6 матчах. Его последним матчем в футболке "пушкарей" стал поединок в Кубке Англии против Манчестер Юнайтед. Джефферс вышел на замену, но через некоторое время был отправлен обратно на скамью запасных.

### Возвращение в Эвертон, аренды в Чарльтон и Рейнджерс
1 сентября 2003 года Джефферс вернулся в «Эвертон» на правах годовой аренды. Он забил лишь дважды (оба гола были забиты против Фулхэма в Кубке Англии; один раз в первом матче, а потом в переигровке) в 22 матчах за свою команду, прежде чем поссорился с менеджером Дэвидом Мойесом и преждевременно вернулся в Лондон. 10 августа 2004 года он подписал контракт с Чарльтоном с зарплатой в размере 2,6 млн фунтов стерлингов. В сезоне 2004/2005 он забил 5 голов в 24 матчах.
Он присоединился к «Рейнджерс» в аренде 31 августа 2005 года на правах аренды на шесть месяцев, но вернулся в декабре после того, как его выступления в шотландской Премьер-лиге не оправдали ожиданий. «Чарльтон Атлетик» после подписания отпустил Джефферса в конце сезона 2005-06.

### Блэкберн Роверс
Джефферс подписал контракт с «Блэкберн Роверс» в июне 2006 года сроком на два года. Он забил свой единственный гол за Блэкберн в Кубке УЕФА против Базеля. Шансы Фрэнсиса на хорошее выступление были помножены на ноль хорошей формой тогдашних игроков Блэкберна Бенни Маккарти и Шабани Нонда.
В марте 2007 года Джефферс присоединился к команде Чемпионшипа Ипсвич Таун на правах месячной аренды. Джефферс забил свой первый гол за Ипсвич в дебюте против Халл Сити и получил награду лучшего игрока за матч. Он вернулся в Блэкберн после травмы подколенного сухожилия в матче против Саутенд Юнайтед, но после того как Джефферс быстро восстановился, ему было разрешено вернуться в Ипсвич в аренду до конца сезона 2006/2007.
Ипсвич Таун пытался договориться о полноценном трансфере Джефферса, но после трёх попыток, закончившихся отказом, клуб перестал интересоваться футболистом.

### Шеффилд Уэнсдей
9 августа 2007 года Джефферс присоединился к Шеффилд Уэнсдей на три года. Джефферс дебютировал в матче, который Шеффилд проиграл Ипсвич Тауну со счётом 4-1. Он получил травму, вследствие которой не мог играть, кроме 20 минут первого месяца сезона 2007/2008.
После оживленного поединка против «Сток Сити» 20 октября 2007 года Джефферс вошёл в жёсткий стык с защитником Райаном Шоукроссом и получил растяжение связок лодыжки. Фрэнсис был травмирован в течение примерно семи недель. Джефферс вернулся, выйдя на замену 10 декабря 2007 года против Халл Сити, однако потерпев поражение 1-0. Всего через 48 часов Джефферс впервые за два месяца сыграл на «Хиллсборо» и не только сыграл 45 минут матча, но и забил победный гол на 82-й минуте с пенальти. Это был второй гол Джефферса в сезоне.
Летом 2008 года у Джефферса были проблемы с лодыжкой, и он также получил травму паха, в результате вышел из обоймы клуба до сентября 2008 года. Он вернулся к действиям основной команды, выйдя на замену в середине сентября 2008 года, а затем провёл ещё десять минут против своего бывшего клуба Ипсвич Таун. Джефферс забил свой третий гол в среду 17 января 2009 года в победе 4:1 над Чарльтоном на Хиллсборо, но был удален в следующем матче против Ноттингем Форест.
25 августа 2009 года Джефферс был удалён за удар головой тогда игрока клуба Порт Вейл Томми Фрейзера. Главный тренер команды Брайан Лоус счёл поведение Джефферса неприемлемым, оштрафовал игрока на максимально допустимую сумму и поместил игрока в трансферный лист.
Джефферс ушёл из клуба в среду, 3 мая 2010 года, после того как клуб вылетел в третью по силе лигу Англии. После ухода из клуба в среду Джефферс приехал на просмотр в Блэкпул. Тогдашний главный тренер команды Иан Холлоуэй хотел дать Джефферсу шанс проявить себя, но просмотр оказался неудачным, и Джефферс отправился искать команду дальше. Затем он вернулся в Эвертон, но только для того, чтобы присоединиться к тренировкам на Финч Фарм (тренировочная база Эвертона) в попытке сохранить свой уровень физической подготовки.

### Ньюкасл Джетс
После неудачных просмотров в Блэкпуле и Эвертоне, Джефферс согласился на просмотр в клубе из Чемпионата Австралии по футболу Ньюкасл Юнайтед Джетс. 29 октября 2010 года он подписал 10-матчевый гостевой контракт. Он дебютировал в клубе 13 ноября 2010 года, чем помог «Ньюкаслу» одержать победу над клубом Аделаида Юнайтед со счетом 3:1.
Джефферс забил свой первый гол за команду 8 декабря 2010 года против Мельбурн Сити. Хотя Ньюкасл и Джефферс оба стремились продлить контракт, они не смогли прийти к соглашению, и Джефферс покинул клуб.

### Мотеруэлл
В феврале 2011 года Джефферс перешёл в клуб Премьершипа Мотеруэлл. Он дебютировал во втором тайме, выйдя на замену в матче, который завершился со счётом 6-0 против бывшего клуба Джефферса Рейнджерс. Первый гол за «Мотеруэлл» Фрэнсис забил против Абердина 15 февраля 2011 года. Джефферс также забил третий гол в матче, который закончился со счётом 3-0 в пользу Мотеруэлла против Данди Юнайтед в четвертьфинале Кубка Шотландии по футболу. Джефферс был частью команды, которая достигла финала Кубка Шотландии 2011 года, в котором Мотеруэлл занял второе место. Джефферс ушёл из Мотеруэлла 1 июня 2011 года.

### Возвращение в Ньюкасл Джетс
20 октября 2011 года Джефферс подписал контракт сроком на 1 год с клубом Чемпионата Австралии по футболу Ньюкасл Юнайтед Джетс, вернувшись в клуб, в котором он играл в сезоне 2010/2011. Джефферс забил 4 гола в 25 матчах за Ньюкасл. Впоследствии «Ньюкасл Джетс» решил не продлевать контракт Джефферса, отпустив его на правах свободного агента.

### Флориана
12 октября 2012 года Джефферс подписал контракт с 25-кратным победителем Мальтийской Премьер-лиги Флорианой. После всего лишь двух выступлений и одного гола Джефферс покинул клуб. Затем Джефферс был вовлечен в небольшой скандал в Твиттере, поскольку фальшивый аккаунт в Твиттере, изображающий из себя Джефферса, утверждал, что Мальтийская лига была худшей, в которой он когда-либо играл.

### Аккрингтон Стэнли
8 марта 2013 года Джефферс подписал контракт с клубом Лиги 2 Англии Аккрингтон Стэнли до конца сезона 2013/2014. 9 марта 2013 года Джефферс дебютировал за команду, выйдя на замену в матче против Нортгемптон Таун. 20 марта 2013 года Джефферс забил свои первые два гола за Аккрингтон Стэнли в матче против Уимблдона. Джефферс был отпущен на правах свободного агента в конце сезона, и у него были просмотры с Бери, брунейским клубом ДПММ Архивная копия от 17 ноября 2020 на Wayback Machine и Честером, но ни один из клубов не решился подписать его.
Джефферс завершил карьеру по окончании сезона 2013/2014.

## Международная карьера
Джефферс имеет один матч за сборную Англии, забив гол престижа в поражении от Австралии в товарищеском матче 12 февраля 2003 года. Джефферс является лучшим бомбардиром сборной Англии в возрасте до 21 года с 13 голами в 16 матчах, деля это достижение с Аланом Ширером.

## Тренерская карьера
Не имея возможности найти новый клуб после того, как истек срок действия его контракта с Аккрингтон Стэнли, Джефферс начал работать в академии Эвертона на добровольной основе в 2014 году. Он официально присоединился к тренерской команде в октябре 2016 года.

## Личная жизнь
В октябре 2019 года Джефферс признался, что послал угрожающие сообщения своей жене через 10 лет после того, как он с ней расстался.

## Достижения

#### Эвертон
- Молодёжный кубок Англии по футболу: 1998

#### Арсенал
- Кубок Англии по футболу: 2002/2003, 2003/2004
- английская Премьер-лига: 2001/2002